# Liu Shouxiang
Liu Shouxiang (劉壽祥; Wuhan, 5 aprile 1958 – Wuhan, 13 febbraio 2020) è stato un pittore e insegnante cinese all'Hubei Institute of Fine Arts.
Le sue opere hanno vinto svariati premi e sono state collezionate da diversi musei d'arte.

## Biografia
Shouxiang nacque a Wuhan.
Nel 1981, si laureò all'Hubei Institute of Fine Arts presso il Dipartimento di Belle Arti, prestandovi poi servizio come direttore del Dipartimento di Belle Arti. Nel 1987, fondò la sezione di pittura ad acquerello nel dipartimento degli insegnanti dell'Hubei Institute of Technology.
La tecnica di Liu, in particolare la sua capacità di sfumare i colori, raggiunse la stessa profondità e la stessa diversità di scala che si vedono in molti dipinti ad olio. Andò in pensione nel 2018. Nello stesso anno, l'Università Hubei lo assunse come professore.
Il 17 gennaio 2020, Liu si recò a Zhuhai per una mostra e menzionò la COVID-19, malattia di cui morirà alle 13:00 del 13 febbraio all'ospedale di Wuhan all'età di 62 anni. Anche sua figlia e suo genero furono ricoverati in ospedale a causa del virus.
Era membro della Lega Democratica Cinese.